# Cockfield (Suffolk)
Cockfield – wieś w Anglii, w hrabstwie Suffolk, w dystrykcie Babergh. Leży 28 km na północny zachód od miasta Ipswich i 96 km na północny wschód od Londynu. Miejscowość liczy 839 mieszkańców.